# John Breckinridge (Politiker, 1760)

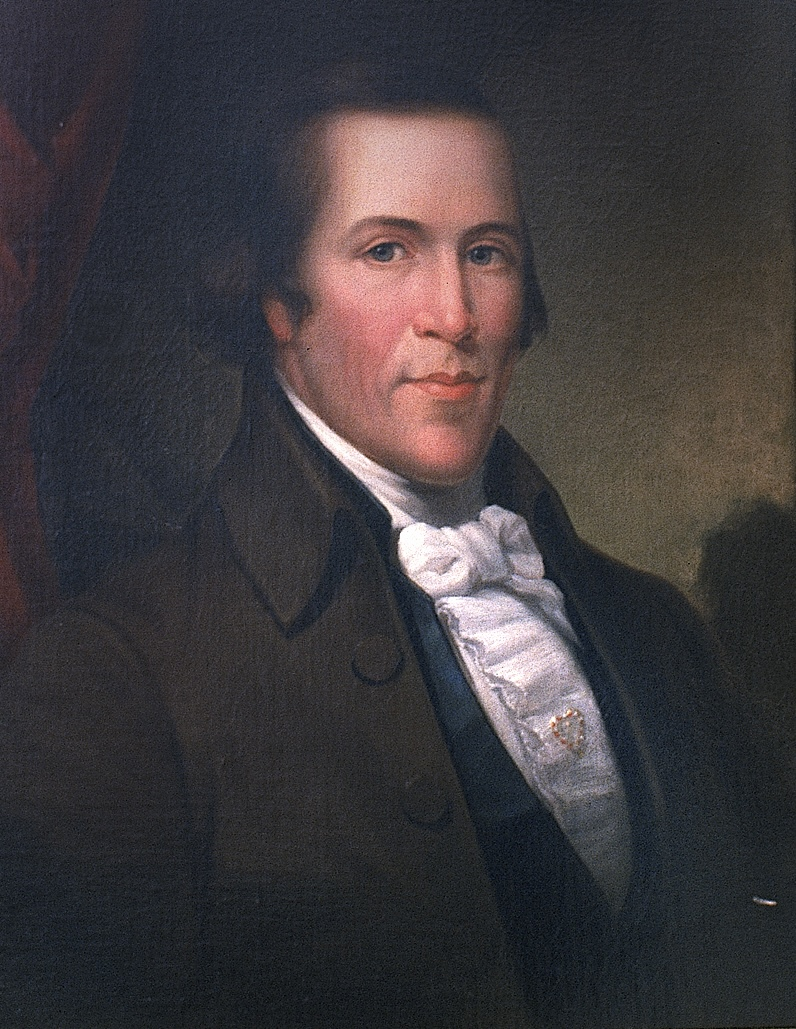
John Breckinridge

John Breckinridge, auch John Breckenridge (* 2. Dezember 1760 in Staunton, Kolonie Virginia; † 14. Dezember 1806 in Lexington, Kentucky) war ein britisch-amerikanischer Jurist, Politiker, US-Senator und Justizminister (Attorney General).

## Studium, berufliche Laufbahn und Familie
Breckinridge absolvierte zunächst ein allgemein bildendes Studium am renommierten College of William & Mary. Während des Unabhängigkeitskrieges (1775–1783) diente er in der Miliz von Virginia und studierte anschließend die Rechtswissenschaften. Nach der Zulassung zum Rechtsanwalt 1785 gründete er eine Anwaltskanzlei in Charlottesville; 1793 rief er eine solche dann auch in Lexington ins Leben. Zugleich gründete er mit der Castleton Farm einen der berühmtesten Rennpferdställe in der Pferdesportgeschichte der USA.
Breckinridge entstammte einer angesehenen und einflussreichen Politikerfamilie. Sein Enkel John C. Breckinridge war der jüngste Vizepräsident der Vereinigten Staaten. Sein Enkel William Campbell Preston Breckinridge und sein Urenkel Clifton R. Breckinridge waren Abgeordnete des Repräsentantenhauses, ebenso wie sein Ururenkel John B. Breckinridge.

## Politische Laufbahn

### Ämter in Kentucky
Noch als Student wurde er 1779 im Alter von 19 Jahren zum Mitglied der Legislativversammlung von Virginia gewählt. Da damals die Grenze zur Volljährigkeit noch bei 21 Jahren lag, konnte er dieses Mandat jedoch zunächst nicht antreten.
1792 wurde er als Abgeordneter in das Repräsentantenhaus der Vereinigten Staaten gewählt, jedoch verzichtete er bereits vor Beginn der Sitzungsperiode auf dieses Mandat. 1794 kandidierte er erfolglos für einen Sitz im US-Senat. Von 1795 bis zu seinem Rücktritt 1797 war er Attorney General von Kentucky. Anschließend wurde er Mitglied des Repräsentantenhauses von Kentucky, das ihn für zwei Jahre auch zu seinem Speaker wählte. Anschließend war er von 1799 bis 1801 Mitglied der Verfassungsgebenden Versammlung von Kentucky.

### US-Senator und Justizminister unter Jefferson
Als Kandidat der Demokratisch-Republikanischen Partei wurde er danach zum US-Senator gewählt. Als solcher war er vom 4. März 1801 bis zum 7. August 1805 Vertreter seines Staates in Washington. Nach seinem Rücktritt als Senator wurde er dann am 7. August 1805 von US-Präsident Thomas Jefferson als Attorney General in dessen Kabinett berufen.
Breckinridge, der im Amt verstarb, war in vielfacher Hinsicht ein wichtiger Berater des Präsidenten.
Nach ihm ist das Breckinridge County in Kentucky benannt.